# Verolavecchia
Verolavecchia es una localidad y comune italiana de la provincia de Brescia, región de Lombardía, con 3.814 habitantes.

## Evolución demográfica
| Gráfica de evolución demográfica de Verolavecchia entre 1861 y 2001 |
|                                                                     |
| Fuente ISTAT - elaboración gráfica de Wikipedia                     |